# Ерол Флин
Ѐрол Лѐсли Флин (на английски: Errol Leslie Flynn) е австралийски актьор, режисьор и сценарист от ирландско-шотландски произход. Той е холивудска филмова звезда и секссимвол от 30-те и 40-те години на 20. век.

## Биография
Роден е на 20 юни 1909 г. в град Хоубарт, Австралия. Баща му Тиъдър Томсън Флин е професор по биология. Бил е моряк и боксьор.
От 1933 г. започва да играе в театри във Великобритания. Дебютира в киното през 1933 г. с ролята на Флечър Кристиан в австралийския филм In the Wake of the Bounty. До края на живота си през 1959 г. се е снимал в 62 филма. Режисьор е на два и сценарист на три филма. В България е познат с филмите „Капитан Блъд“ (1935), „Принцът и просякът“ (1937), „Приключенията на Робин Худ“ (1938), „Додж Сити“ (1939), „Пътят към Санта Фе“ (1940), „Морският ястреб“ (1940), „Джентълменът Джим“ (1942), „Цел Бирма!“ (1945), „Приключенията на Дон Жуан“ (1948), „Ким“ (1950).

## Избрана филмография
| Година | Филм                       | Оригинално заглавие          | Роля                | Режисьор      |
| ------ | -------------------------- | ---------------------------- | ------------------- | ------------- |
| 1938   | Приключенията на Робин Худ | The Adventures of Robin Hood | Робин Худ           | Майкъл Къртис |
| 1947   | Дамата от Шанхай           | The Lady from Shanghai       | Човек на заден план | Орсън Уелс    |